# Miguel Tij
Miguel Tij II o Miguel Asen II (en búlgaro: Mихаип Тих II, Mihail Tih II), gobernó como emperador (zar) de Bulgaria de 1277 a 1279.

## Familia
Miguel Tij fue el único hijo conocido de Constantino Tij de Bulgaria y María Paleóloga Cantacucena, sobrina del emperador Miguel VIII Paleólogo del Imperio bizantino. Nació en 1270 y fue declarado porfirogéneta (tal vez para anular a las pretensiones al trono de los hijos mayores de Constantino), y fue coronado coemperador por sus padres como tarde en 1272.

## Soberano
Cuando su padre Constantino I murió combatiendo al rebelde Ivailo en 1277, Miguel Tij quedó como legítimo emperador de Bulgaria, pero gobernó guiado por su madre María Cantacucena; su poder se fue reduciendo hasta quedar limitado pronto a la capital, Tarnovo. Aunque gran parte de las provincias cayeron en manos de Ivailo, su tío abuelo Miguel VIII respaldó a su propio pretendiente al trono, Iván Asen III, hijo de Mitso Asen de Bulgaria y María de Bulgaria.
Como los ejércitos bizantinos marchaban hacia el norte con la intención de colocar a Iván Asen III en el trono, María Cantacucena llegó a un acuerdo con Ivailo, por el cual se casó con el asesino de su marido y lo asoció al trono junto a su hijo. Ivailo resistió las invasiones bizantinas hasta que fue cercado por la Horda de Oro de Nogai Kan en Drăstar (Silistra) durante tres meses en 1279. Creyéndolo muerto, los nobles de la capital abrieron las puertas de Tarnovo al ejército asediador bizantino y aceptaron a Iván Asen III como emperador.
Junto con su madre, Miguel Tij fue enviado en cautividad al Imperio bizantino. Solo reaparece en las páginas de la historia alrededor de 1302, cuando una fracción de la nobleza búlgara lo invitó a arrebatar el trono a Teodoro Svetoslav. Aunque contó con apoyo militar bizantino, fue incapaz de sostenerse en Bulgaria. Se desconoce la fecha de su fallecimiento.